# 库尔伯艾
库尔伯艾（法語：Courbehaye，法語發音：[kuʁbə.aj]）是法国厄尔-卢瓦省的一个市镇，属于沙托丹区。

## 地理
库尔伯艾（48°9'34.08"N, 1°36'29.16"E）面积19.7 平方千米，位于法国中央-卢瓦尔河谷大区厄尔-卢瓦省，该省份为法国北部内陆省份，北起顺时针与厄尔省、伊夫林省、埃松省、卢瓦雷省、卢瓦-谢尔省、萨尔特省和奧恩省接壤。
与库尔伯艾接壤的市镇（或旧市镇、城区）包括：维利耶圣奥里安、科尔曼维尔、诺通维尔、桑什维尔、科尼河畔丰特奈、博斯地区奥热尔、吉永维尔。

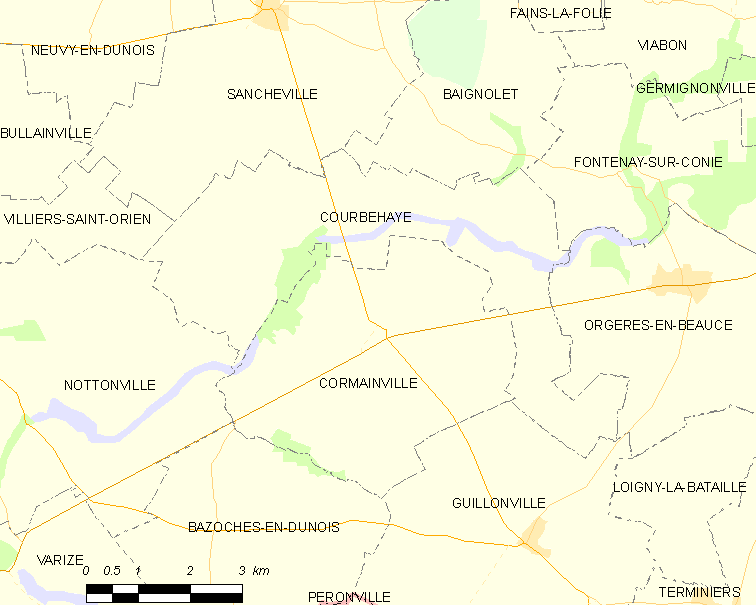
库尔伯艾的OSM定位图

库尔伯艾的时区为UTC+01:00、UTC+02:00（夏令时）。

## 行政
库尔伯艾的邮政编码为28140，INSEE市镇编码为28114。

## 政治
库尔伯艾所属的省级选区为莱维拉日沃韦安县。

## 人口

1962-2008年间库尔伯艾人口变化图示

库尔伯艾于2022年1月1日时的人口数量为137人。